# Avitta atripuncta
Avitta atripuncta là một loài bướm đêm trong họ Noctuidae.